# Lamborghini Urraco

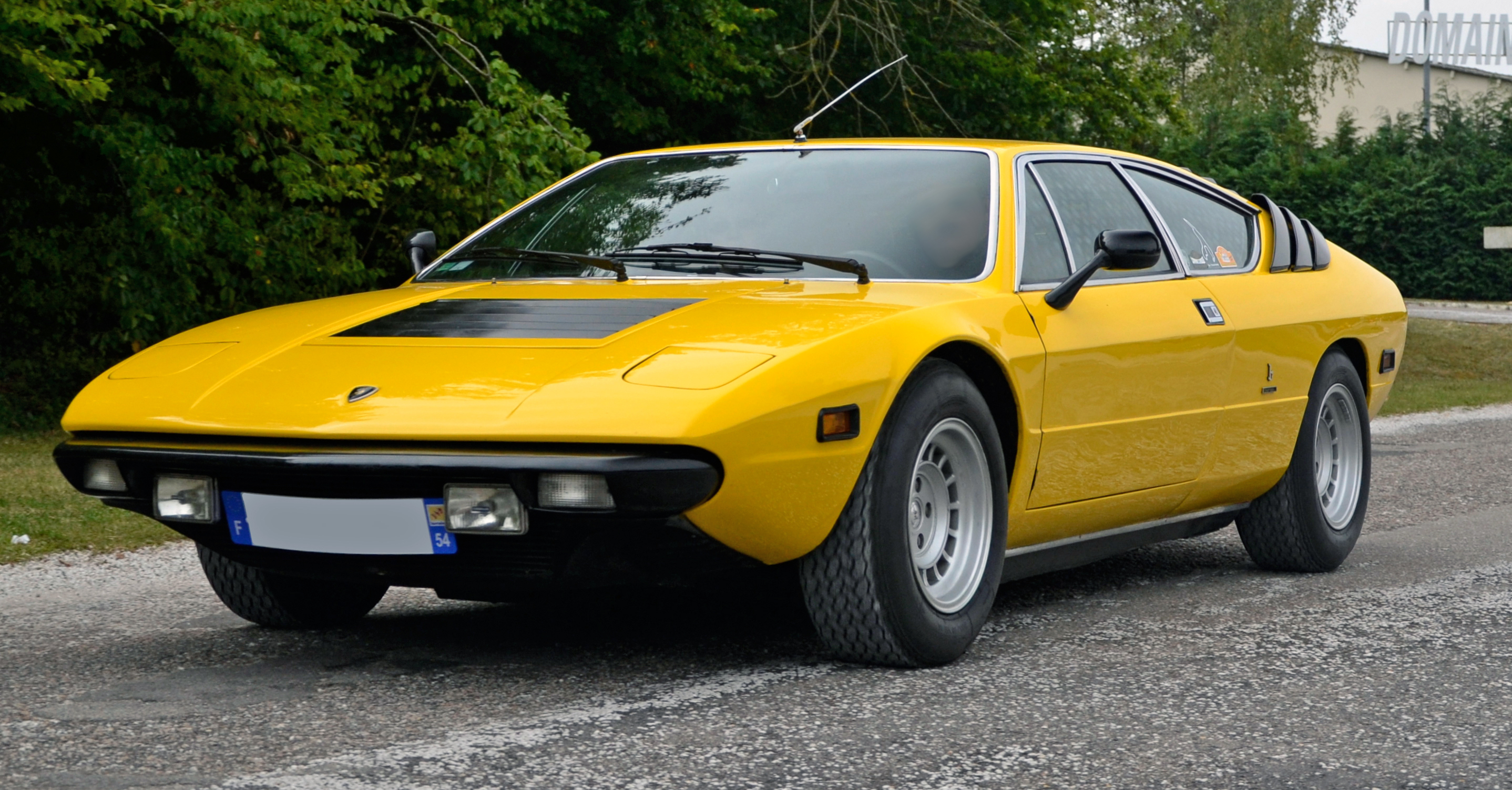
Lamborghini Urraco

De Lamborghini Urraco was een sportwagen van de Italiaanse autobouwer Lamborghini.
Ontworpen door Marcello Gandini, werkzaam bij Carrozzeria Bertone, werd de op de Turijnse autoshow van 1970 gepresenteerde sportwagen pas in 1973 daadwerkelijk beschikbaar voor potentiële kopers. De auto was een zogenaamde 2+2 (hoewel de achterbank minimale ruimte bood). Hij was ontworpen als een goedkoop alternatief voor de Lamborghini Miura en concurreerde met de (duurdere) Ferrari Dino en Maserati Merak.
In totaal werden 791 Urraco's gemaakt, waarvan 21 Urraco P111 voor de Amerikaanse markt en 66 Urraco P200's. Beide werden specifiek gemaakt om aan respectievelijk de Amerikaanse en Italiaanse wetgeving te voldoen.
De auto diende als basis voor de Lamborghini Silhouette en de Lamborghini Jalpa. De Matra Bagheera werd wel de "poor man's Lamborghini Urraco" genoemd.
Huidige modellen:
Huracán ·
Aventador ·
Urus
Uitvoeringen Lamborghini Gallardo:
Coupé ·
SE ·
Spyder ·
Superleggera ·
LP560-4 ·
LP560-4 Spyder ·
LP550-2 Valentino Balboni ·
LP570-4 Superleggera
Uitvoeringen Lamborghini Murciélago:
Coupé ·
Roadster ·
40th Anniversary ·
LP640 ·
LP640 Roadster ·
LP650-4 Roadster ·
LP670-4 SV ·
Reventón ·
Reventón Roadster
Oudere modellen:
350 GT · 
400 GT · 
Miura · 
Espada · 
Flying Star II · 
Islero · 
Jarama · 
Urraco · 
Countach · 
Silhouette · 
Jalpa · 
LM002 · 
Diablo · 
Murciélago ·
Gallardo
Concepten:
Alar ·
Asterion ·
Athon ·
Estoque ·
Sesto Elemento ·
Portofino